# 反式剪接
反式剪接(英文：Trans-splicing)指的是两条不同的mRNA的外显子连接到一起。与正常的顺式剪接不同，这里的两段外显子是来自不同的RNA的，但却可能来自同一基因。“经典”反式剪接见于锥虫和线虫，近期在人类身上也发现了反式剪接。

## 锥虫和线虫的“经典”反式剪接
动质体目动物，如引起非洲昏睡症，那加那病和Chagas病的病原体，特别是布氏布氏锥虫（Trypanosoma brucei brucei），狭义上是反式剪接的经典模型生物。这些生物在转录过程中，和细菌一样从单一一个基因中产生一个多顺反子的抄本，之后经过反式剪接加工等步骤被释放。这步反应发生在剪接体上，U1-snRNA会被所谓的反式剪接引导序列“Spliced-Leader” (SL) snRNA替换。和U1 snRNA不同，SL RNA会在剪接过程中被消耗，其5'端有一迷你外显子，它会和一段多顺反子的抄本中的外显子组成成熟mRNA，(见旁边的插图)。SL RNA的迷你外显子含有ATG-启动子，它是完整mRNA拥有正确的开放阅读框（open reading frame）的前提。
锥虫中，除了反式剪接外，还有一经典的顺式剪接，它发生于为多聚A多聚酶编码的基因上。锥虫也有U1-snRNA，只是为数极少，(最近其序列已被分析)。
狭义上，反式剪接在线虫上也会发生，但其它生物都没见有反式剪接的存在。

## 人类的反式剪接
在人体中也有反式剪接被发现的报道。但与锥虫不同，在人类的反式剪接中不存在SL-snRNA，也就是并非狭义上的反式剪接。这些报道中指的情况，是同一基因转录得出的两条序列相同的前体mRNA交错加工(也属于反式剪接，因为根据概念，两条独立的RNA被交错剪接)。这造成后来成熟RNA中一个外显子的重复出现。但这种人类反式剪接极罕见(目前有两例)，但却引起了热烈的评论，可不可以用这种方法对遗传病做出治疗（科学家已经尝试对tau蛋白编码基因使用该方法，tau蛋白是痴呆如阿茲海默症中扮演重要角色)。
蓝藻中也见反式剪接。

## 外部連結
- 寄生蟲學-protozoa(原蟲)-Trypanosoma spp.(錐形蟲)（页面存档备份，存于）
- 反式剪接反应（页面存档备份，存于）